# Blue Mountain (Arkansas)
Blue Mountain è un comune degli Stati Uniti d'America, situato in Arkansas, nella contea di Logan.